# Matronalia
De Matronalia of Matronales Feriae was een Romeins religieus festival, dat op 1 maart door de matronae werd gevierd ter ere van Iuno Lucina.
Uit de vele redenen die Ovidius opgeeft waarom het festival op die dag werd gehouden, blijkt duidelijk dat er geen zekere traditie over bestond. Maar de heersende mening schijnt te zijn geweest dat het was ingesteld ter herinnering aan de vrede tussen de Romeinen en de Sabijnen, die uiteindelijk op aandringen van de Sabijnse vrouwen was gesloten. Tijdens dit festival ontvingen vrouwen geschenken van hun echtgenoten en in een latere tijd meisjes van hun minnaars. Meesteressen onthaalden ook hun slavinnen op dit festival. Daarom noemt Martialis het festival ook de "Saturnalia van vrouwen".

## Antieke bronnen
- Ov., Fast. III 229&c.
- Plaut., Mil. III 1.97
- Tibull., III 1.
- Hor., Carm. III 8.
- Mart., V 84.11.
- Suet., Vesp. 19.
- Tertull., Idol. 14.

## Referentie
- W. Smith, art. Matronalia, in W. Smith (ed.), A Dictionary of Greek and Roman Antiquities, Londen, 1875, p. 744.